# Mother Simpson
Mother Simpson, llamado Madre Simpson en España y Mamá Simpson en Hispanoamérica, es un episodio perteneciente a la séptima temporada de la serie animada Los Simpson. Fue estrenado originalmente el 19 de noviembre de 1995. Luego de fingir su muerte para evitar ir a trabajar, Homer se reencuentra con su madre, Mona Simpson, de la cual se pensaba que había muerto hacía 27 años. Fue dirigido por David Silverman, y fue el primer episodio en ser escrito por Richard Appel. Glenn Close hizo la primera de sus tres apariciones como estrella invitada en la serie. Todas las versiones del episodio emitidas por televisión incluyen una dedicación a Jackie Banks, una directora de animación que falleció un tiempo antes del estreno. Sin embargo, la dedicación no está en la versión en DVD de la séptima temporada.

## Sinopsis
Una hermosa mañana de sábado, el Sr. Burns obliga a todos sus empleados a limpiar una carretera mantenida por su compañía y Homer simula su propia muerte con un muñeco para no tener que ir a trabajar. Al día siguiente, la noticia sobre la "muerte" de Homer se expande y pronto Marge le ordena a su marido que vaya al ayuntamiento de Springfield para arreglar el malentendido. Cuando está solucionando el problema, Homer pelea con el empleado del lugar, ya que en sus archivos decía que la madre de Homer estaba viva, mientras que este pensaba que ella había muerto cuando él era niño. Homer decide visitar lo que él cree que es la tumba de su madre, pero solo descubre que es de Walt Whitman. En un lugar cerca de allí, el patriarca ve su propia tumba, y accidentalmente cae en ella. Una mujer le grita y le dice que salga de la tumba de su hijo. Homer enseguida se da cuenta de que la mujer es su madre, Mona Simpson. 
Homer lleva a su madre a conocer al resto de la familia, acción que causa mucho revuelo. Mona se lleva muy bien con Lisa, ya que ambas tienen el mismo nivel intelectual. Mientras las dos están sentadas en el portal de la casa, en una ocasión, una patrulla de policía pasa cerca de allí y Mona entra corriendo a la casa, sorprendiendo a Lisa. Cuando la niña comenta sus sospechas de que Mona escapaba de la policía con Bart, él le cuenta que, luego de hurgar en el monedero de Mona, había encontrado identificaciones falsas con diferentes nombres. Mientras tanto, Homer y Marge se preguntan por qué su madre lo había dejado por 27 años, así que ambos deciden enfrentar a Mona. La familia entera le pregunta cosas a Mona, quien finalmente acepta contar por qué había dejado a Homer. 
En 1969, Mona era una ama de casa, y vivía con el Abuelo. Una noche, luego de hacer dormir a Homer y de haber visto el peinado de Joe Namath por televisión, se une a un grupo de hippies, quienes protestaban contra el laboratorio de bacterias del Sr. Burns. Los hippies detonan una bomba "antibiótica" en el laboratorio, matando a todos los gérmenes y también curan el asma del Jefe Wiggum, quien custodiaba el lugar. Enojado por la destrucción de sus "preciosos gérmenes" (los cuales iban a ser usados para una guerra bacteriológica), Burns se las arregla para identificar a Mona como la responsable de todo, acusándola con la policía y obligándola a vivir prófuga.  
Luego de escuchar el relato, Homer se pregunta por qué Mona nunca le había escrito. Ella, insistiendo en que le había mandado un paquete cada semana, lo lleva a la oficina de correos, en donde reclaman los paquetes no entregados. En la oficina, Burns reconoce a Mona y llama al FBI, quienes envían a los agentes Bill Gannon y Joe Friday para investigar el caso.
El FBI y Burns consiguen ubicar a Mona mediante un taxista y una entrevista con Patty y Selma. Luego, invaden la casa de los Simpson, pero Homer y Mona logran escapar antes, prevenidos por el jefe Wiggum, quien estaba agradecido con Mona por haber curado su asma. 
Mona se ve forzada a seguir escondiéndose, y se despide de Homer en una carretera alejada. Todo termina con Mona yéndose mientras Homer le saluda mirando las estrellas.

## Producción

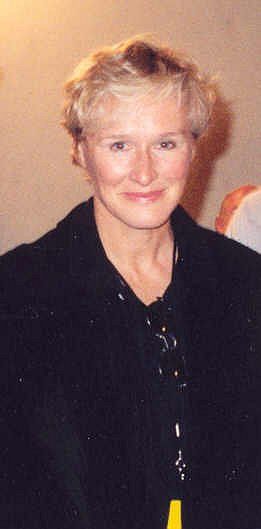
Glenn Close, estrella invitada del episodio.

La idea para "Mother Simpson" fue pensada por Richard Appel, quien hacía tiempo llevaba intentando crear una buena historia relacionada con la madre de Homer, la cual antes de este episodio solo había sido mencionada una vez. Muchos guionistas no podían creer que no hubiesen creado un episodio sobre la madre de Homer antes. Con este episodio, los escritores pudieron resolver algunos enigmas del programa, como de dónde provenía la inteligencia de Lisa. La escena final, cuando Homer se sienta sobre su auto sin hablar, fue ideada por David Silverman, ya que pensaba que la emoción del momento no necesitaba que se pronunciase ninguna línea de más. Bill Oakley ha admitido que sus ojos siempre se llenan de lágrimas al ver la escena del final.
James L. Brooks fue quien convenció a Glenn Close para que participase en el episodio,  y su personaje fue dirigido por Josh Weinstein. Mona Simpson fue dibujada de forma que tuviese rasgos de Homer en su cara, tales como la forma de su labio superior y su nariz. Se le hicieron muchos cambios al diseño original, ya que los directores querían hacerla atractiva, pero con los rasgos propios de los Simpson. La inspiración para el personaje viene de Bernardine Dohrn de la organización Weather Underground, aunque los escritores sabían que muchas personas coincidían con su descripción. El crimen cometido por Mona Simpson fue intencionalmente el delito menos violento que pudieron pensar los guionistas, ya que no había lastimado a nadie y había sido atrapada por tratar de ayudar al Sr. Burns. El personaje fue nombrado Mona por la esposa de Richard Appel, cuyo nombre de soltera es Mona Simpson. Cuando Mona sube a la camioneta, su voz es hecha por Pamela Hayden, ya que Glenn Close no podía decir correctamente "D'oh!".
El diseño de Joe Friday está basado en su diseño en "Dragged Net!", una parodia de la serie Dragnet, la cual apareció en la revista Revista MAD en los años 1950s. La conversión de Mona en una radical después de haber visto las patillas de Joe Namath es una parodia de varias películas de los años 60s, en las cuales en un momento se producía un cambio inesperado, acompañado con música como la canción "Turn! Turn! Turn!". Hubo una discusión entre los guionistas para decidir en qué momento del episodio debería aparecer el cambio. La canción que debía aparecer originalmente en la cinta del Sr. Burns era "Wake Me Up Before You Go-Go", pero los derechos de autor eran demasiado costosos, por lo que se decidió utilizar "Waterloo", de ABBA.
"Mother Simpson" tiene un gran número de referencias de la cultura popular norteamericana en los años 60. Aparecen tres canciones de esa década en el episodio: "Sunshine of Your Love" de Cream, "Blowin' in the Wind" de Bob Dylan y "All Along the Watchtower", de Jimi Hendrix. Mona Simpson es vista leyendo Steal This Book de Abbie Hoffman. Mona menciona que había tenido muchos trabajos mientras estaba prófuga, incluyendo "atender los teléfonos de la línea de malteadas dietéticas de Jerry Rubin, leer los libros de cocina de Bobby Seale, y encargarse del pago de cheques en la concesionaria Porsche de Tom Hayden". Rubin, Seale y Hayden eran tres liberales radicales de los 60's, Rubin ciertamente tuvo una línea de malteadas dietéticas, y Bobby Seale escribió libros de cocina. Sin embargo, Tom Hayden nunca tuvo una concesionaria Porsche.
Los radicales usan un reloj despertador Spiro Agnew, el cual está basado en un producto real. Cuando el Sr. Burns maneja un tanque hacia la casa de los Simpson, es visto usando en casco de una talla superior a la necesaria. Esto es una referencia a las publicidades de relaciones públicas de Michael Dukakis en 1988. Cuando el Sr. Burns pone la cinta de "The Flight of the Valkiries", descubre que había otra canción grabada por Smithers que es "Waterloo" de ABBA. También hace referencia al ataque en helicóptero en la película Apocalypse Now, en el cual suena The Flight of the Valkiries. Los dos agentes del FBI son Joe Friday y Bill Gannon de la serie Dragnet. La voz de Bill Gannon la hace Harry Morgan, el hombre que hacía a Gannon en la serie original.

## Recepción
"Mother Simpson" es uno de los episodios favoritos de Oakley y Weinstein y, al igual que "Bart Sells His Soul", piensan que es la combinación perfecta de emoción, buenas bromas y una historia interesante. En 1996, "Treehouse of Horror VI" fue nominado para los premios Emmy en la categoría "Mejor Programa Animado (De Duración Menor a Una Hora)" porque tiene una secuencia de animación en 3D. Sin embargo, Pinky & Cerebro terminó ganando la categoría.  Bill Oakley dijo que si hubieran nominado a "Mother Simpson", habrían ganado fácilmente el premio. La parte en la que Homer se enfada con Walt Whitman es una de las bromas favoritas de David Silverman.
Warren Martyn y Adrian Wood, los autores del libro I Can't Believe It's a Bigger and Better Updated Unofficial Simpsons Guide elogiaron el episodio, diciendo que era "muy gracioso y con un toque emotivo". The Quindecim, un periódico universitario, publicó una lista de los 25 mejores episodios de Los Simpson, en la cual "Mother Simpson" fue incluido en el puesto 19. IGN.com ubicó la actuación de Glenn Close en el puesto 25 en su lista de las mejores estrellas invitadas de la serie, y Entertainment Weekly en el tercer puesto en su lista de dieciséis mejores estrellas invitadas.